# Österbottenbanan
Österbottenbanan (även Uleåborgsbanan) är ett banavsnitt på finska Stambanan och sträcker sig från Seinäjoki till Uleåborg. Österbottenbanan utgör en mycket viktig del av norra Finlands gods- och passagerartrafik.

## Aktuellt
Sträckan mellan Karleby och Ylivieska har byggts ut till dubbelspår, med start år 2012 
Hela ombyggnaden av sträckan mellan Seinajoki och Uleåborg var, som planerat, klar år 2017. Även budgeten på €800 miljoner (EUR) överhölls.
Efter utbyggnaden har den högsta tillåtna hastigheten höjts till 200 kilometer i timmen (från 140 kilometer i timmen), och den högsta tillåtna axellasten från  22,5 ton till 25 ton. Samtidigt skulle 23 plankorsningar försvinna.

## Historia
Första gången ett förslag om att bygga järnvägar i Österbotten lades fram skedde redan på lantdagen 1863–1864, men förslaget vann ej understöd. Det förekom flera olika förslag på sträckningar av Österbottenbanan. År 1872 presenterades på lantdagen ett förslag fram där banan hade sträckningen Tammerfors–Kyrofors (Tavastkyro)–Kankaanpää–Kauhajoki–Ilmola–Välimaa (Seinäjoki)–Frantsila–Temmes (Tyrnävä)–Uleåborg. Det var tänkt att man skulle bygga en sidobana till Vasa, det vill säga dåvarande Nikolaistad, från Välimaa. Mellersta Finlands huvudbana skulle då ha gått från Davidstad (Luumäki) via S:t Michel till Jyväskylä och därifrån till Välimaa. Lantdagen beslöt dock att bygga banan via inlandet.
Sträckan Seinäjoki–Karleby invigdes 1885, fortsättningen till Uleåborg 1886. Järnvägen bar med sig många förändringar i många kommuner när nya näringar växte upp längs banan och runt stationerna.

### Elektrifiering
Huvudbanan elektrifierades på 1980-talet i två skeden:
- 1981: Seinäjoki–Karleby
- 1983: Karleby–Uleåborg

Sträckningen Tuomioja–Brahestad (sidobanan Brahestadsbanan) elektrifierades först år 2001.

### Planerade bansträckningar
- Rahjas hamnbana
- Kairanmaabanan